# Ann Margrethe Schou
Ann Margrethe Schou, född 6 mars 1925 i Farsø, död 22 januari 1992, var en dansk skådespelare och sångerska. Schou är bland annat känd för rollen som Korsbæk Banks kassörska fröken Mortensen i dramaserien Matador.
Ann Margrethe Schou var bland annat engagerad vid på Aalborg Teater och Odense Teater. Under 1960-talet var hon en av operettprimadonnorna i Kay Abrahamsens turnéföreställningar. Schou medverkade även såväl i revy och kabaré som i radio och TV. 

## Filmografi i urval
- 1978 – Olsen-banden går i krig
- 1978–1981 – Matador (TV-serie)